# Baryon ksí

Baryonový oktet

Baryony ksí nebo také kaskádové částice jsou rodina subatomárních hadronových částic, které se označují Ξ. Mají náboj +2, +1, -1, nebo jsou neutrální. Jsou to baryony obsahující tři kvarky: jeden u nebo d kvark a dva těžší kvarky (např. s, c). Říká se jim také kaskádové částice kvůli jejich nestabilitě, jelikož se rychle rozpadají řetězovým rozpadem na lehčí částice. Nabitý baryon ksí byl poprvé objeven v roce 1952 v kosmickém záření skupinou Manchester. Neutrální baryon ksí byl poprvé objeven roku 1959 v Lawrence Berkeley Laboratory. Byl také pozorován jako vedlejší produkt při rozpadu baryonu omega (Ω−) v Brookhaven National Laboratory v roce 1964.
Částice Ξ−b, známá také jako kaskádová b-částice, obsahuje kvarky ze všech tří generací. Byla objevena experimenty DØ a CDF ve Fermilabu. Objev byl oznámen 12. 6. 2007. Byla to první známá částice obsahující kvarky ze všech tří generací zároveň – jmenovitě kvarky d, s, b. Výzkum DØ oznámil hmotnost částice, která má být 5,774±0,019 GeV/c2; zatímco CDF naměřil hmotnost 5,7929±0,0030 GeV/c2. Oba výsledky jsou v souladu. Světový průměr hmotností je dle Particle Data Group 5,7924±0,0030 GeV/c2.
Ne-u/d kvarkové složení ksí baryonu je zvláštní - Ξ0b obsahuje jeden kvark u, jeden kvark s a jeden kvark b, zatímco Ξ0bb obsahuje jeden u a dva b.